# Mycomya noctivaga
Mycomya noctivaga är en tvåvingeart som först beskrevs av Eberhard Plassmann 1972.  Mycomya noctivaga ingår i släktet Mycomya och familjen svampmyggor. Inga underarter finns listade i Catalogue of Life.